# Welcome (Minnesota)
Welcome – miasto w Stanach Zjednoczonych, w stanie Minnesota, w hrabstwie Martin.